# Biografielijst Zy

## Zyb
- Galina Zybina (1931-2024), Sovjet-Russisch atlete

## Zyc
- Michał Zych (1982), Pools kunstschaatser

## Zye
- Viktor Zyemtsev (1973), Oekraïens triatleet

## Zyg

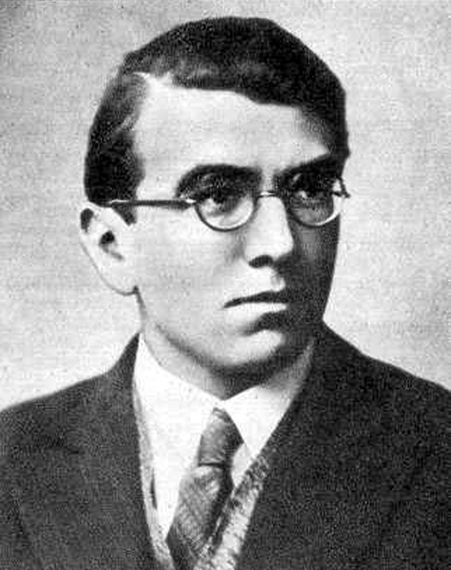
Henryk Zygalski

- Henryk Zygalski (1906-1978), Pools wiskundige en cryptoloog
- Andrej Vikentjevitsj Zygmantovitsj (1962), Wit-Russisch voetballer
- Paweł Jan Zygmunt (1972), Pools schaatser

## Zyk
- Olesja Nikolajevna Zykina (1980), Russisch atlete

## Zyl

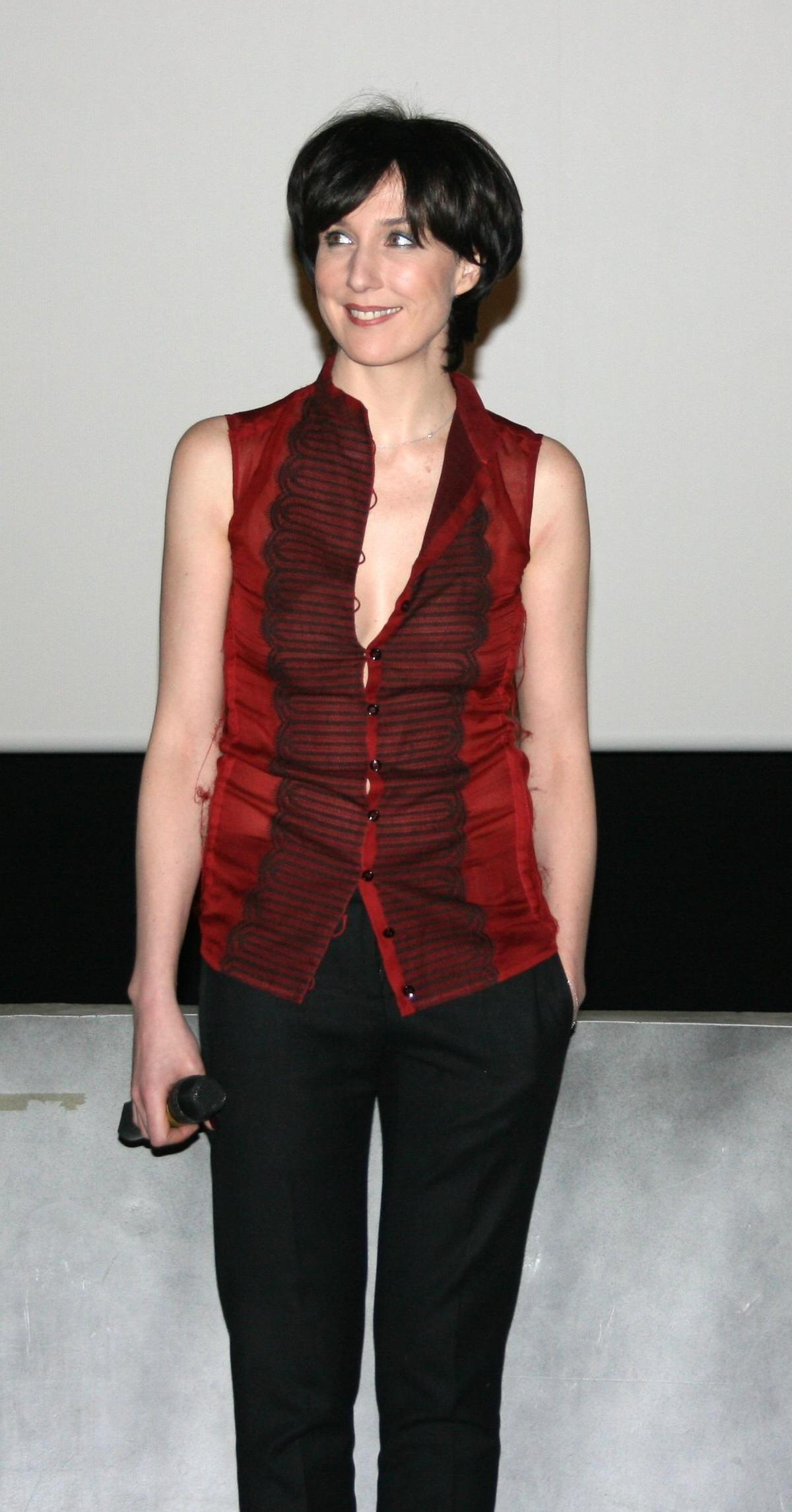
Elsa Zylberstein

- Dorothea van Zyl, Zuid-Afrikaans hoogleraar
- Frederik van Zyl Slabbert (1940-2010), Zuid-Afrikaans politicus, ondernemer en wetenschapper
- Irvette van Zyl (1987), Zuid-Afrikaans atlete
- Jaco van Zyl (1979), Zuid-Afrikaans golfer
- Johann van Zyl (1991), Zuid-Afrikaans wielrenner
- Louis Jacob van Zyl (1985), Zuid-Afrikaans atleet
- Wium van Zyl (1948), Zuid-Afrikaans journalist, dichter en taalkundige
- Piotr Żyła (1987), Pools schansspringer
- Elsa Florence Zylberstein (1968), Frans actrice

## Zyp

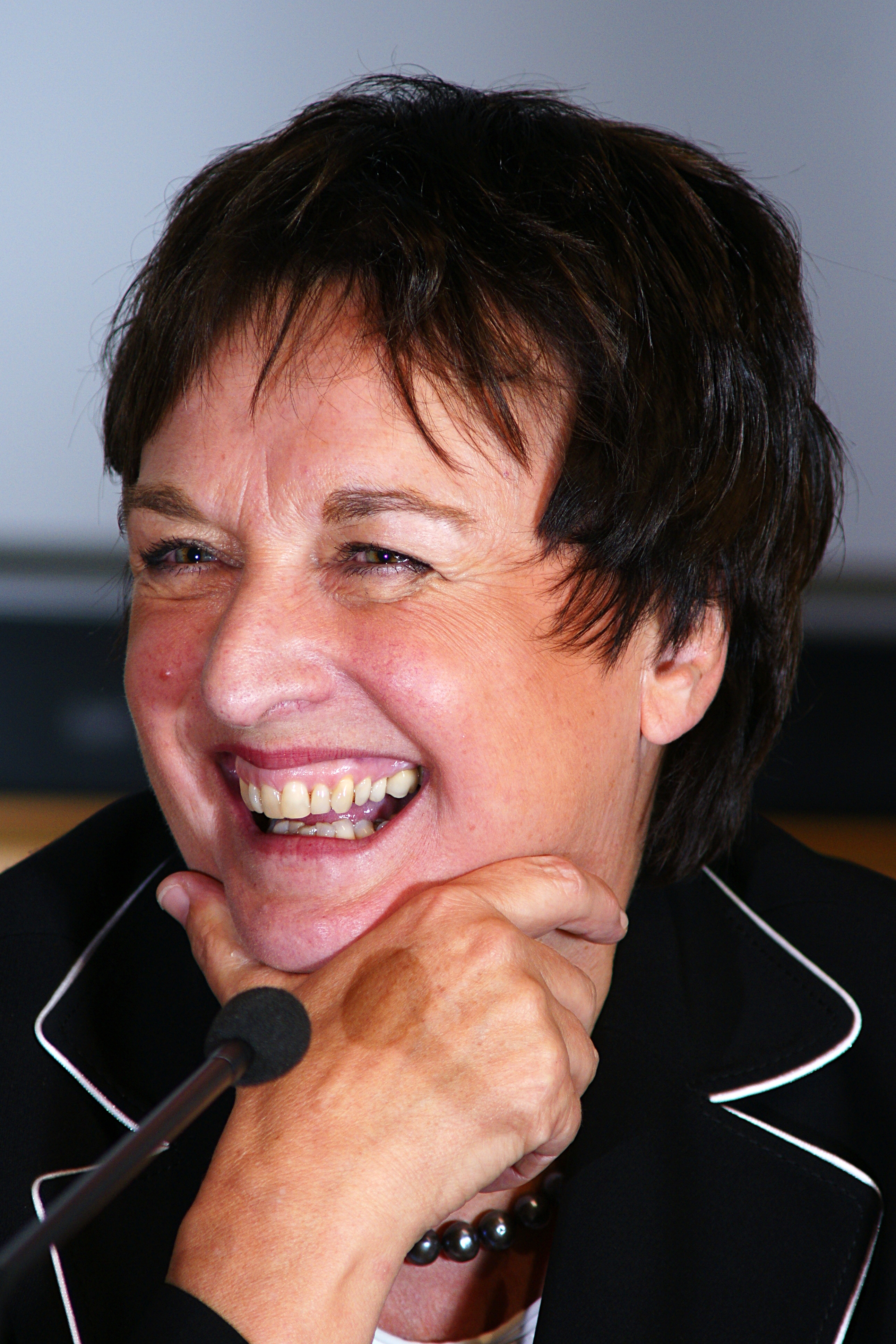
Brigitte Zypries (2009)

- Brigitte Zypries (1953), Duits politica

## Zyr

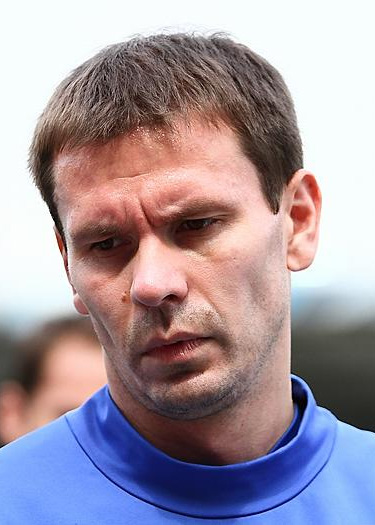
Konstantin Zyrjanov

- Konstantin Georgijevitsj Zyrjanov (1977), Russisch voetballer

## Zyt
- Anna Żytkow, Pools sterrenkundige

## Zyw
- Alexis Zywiecki (1984), Frans voetballer van Poolse komaf